# Liste des chefs du royaume des Beni Abbès
Le royaume des Beni Abbès ou sultanat des Beni Abbès, en berbère ⵜⴰⴳⴻⵍⴷⴰ ⵏⴰⵉⵜ ⵄⴰⴱⴰⵙ (Tagelda Naït Ɛabbas), en arabe : سلطنة بني عباس (Salṭanat Beni Ɛabbas) est un ancien État d'Afrique du Nord contrôlant du XVIe siècle à la fin du XIXe siècle la petite Kabylie et ses alentours. Sa capitale était la Kalâa des Beni Abbès, une citadelle dans les Bibans.

## Liste des chefs du sultanat
- Émir de Béjaïa.
- Sultan de la Kalâa.
- Cheikh de la Medjana.

| Portrait | Portrait | Nom (Naissance-Mort)                               | Dates du règne —  | Dates du règne — | Gouvernement | Régime politique                                | Autres titres et fonctions occupées pendant le règne                                                                 | Notes, faits marquants | Réf.  |
| -------- | -------- | -------------------------------------------------- | ----------------- | ---------------- | ------------ | ----------------------------------------------- | --- | --- | ----- |
| 1        |          | Emir Abderrahmane                                  | fin du XVe siècle | 1500             | -            | Émir ou Sultan de Béjaïa.                       | Émir de Béjaïa. | Dans la seconde moitié du XVe siècle, cet émir quitte le Djebel-Ayad et vient s’installer près des Bibane, d’abord à Mouqa, puis à Chouarikh, et enfin à la Qalaa des Beni-Abbès. Il s'impose à Béjaïa et est vu comme un usurpateur par les Hafsides qui lui restent hostiles. | [ 1 ] |
| 1        | -        | Emir Abderrahmane                                  |                   |                  | -            | Émir ou Sultan de Béjaïa.                       | Émir de Béjaïa. | Dans la seconde moitié du XVe siècle, cet émir quitte le Djebel-Ayad et vient s’installer près des Bibane, d’abord à Mouqa, puis à Chouarikh, et enfin à la Qalaa des Beni-Abbès. Il s'impose à Béjaïa et est vu comme un usurpateur par les Hafsides qui lui restent hostiles. | [ 1 ] |
| 2        |          | Abdelaziz (appelé Ahmed selon les sources) (-1510) | 1500              | 1510             | -            | Émir ou Sultan de Béjaïa Sultanat des Aït-Abbas | Sultan de la Kalâa.                                                                                                  | Dernier émir de Béjaïa. À la suite de la prise de cette ville par l'Espagne, il se replie sur l'arrière pays et choisit la Kalaa comme fief. | [ 1 ] |
| 2        | -        | Abdelaziz (appelé Ahmed selon les sources) (-1510) |                   |                  | -            | Émir ou Sultan de Béjaïa Sultanat des Aït-Abbas | Sultan de la Kalâa.                                                                                                  | Dernier émir de Béjaïa. À la suite de la prise de cette ville par l'Espagne, il se replie sur l'arrière pays et choisit la Kalaa comme fief. | [ 1 ] |
| 3        |          | Sultan « El Abbès » (-1559)                        | 1510              | 1559             | -            | Sultanat des Aït-Abbas                          | Amokrane. Sultan de la Kalâa.                                                                                        | Il succède a son père Abdelaziz (ou Ahmed selon les sources). Au départ allié des Ottomans, il participe à leurs expéditions dans l'Oranais et le Sahara. Confronté à la convoitise des Ottomans envers son sultanat, il entre dans une politique d'alliance avec les Espagnols. Il épouse la fille du Sultan de Koukou, assassiné par la régence d'Alger. Évitant dans un premier temps d'affronter les troupes ottomanes mieux armées, il conclut une alliance temporaire, profitant de ce répit pour fortifier la Kalâa et étendre son influence jusqu'au Sahara. Il recrute des Andalous et des renégats chrétiens pour développer une industrie, notamment une fabrique d'armes à feu. Une fois son armée structurée, il repousse par deux fois les troupes ottomanes, puis continue à les harceler sans répit. Il meurt au cours d'une bataille face aux troupes du pacha d'Alger en 1559. | [ 1 ] |
| 3        | -        | Sultan « El Abbès » (-1559)                        |                   |                  | -            | Sultanat des Aït-Abbas                          | Amokrane. Sultan de la Kalâa.                                                                                        | Il succède a son père Abdelaziz (ou Ahmed selon les sources). Au départ allié des Ottomans, il participe à leurs expéditions dans l'Oranais et le Sahara. Confronté à la convoitise des Ottomans envers son sultanat, il entre dans une politique d'alliance avec les Espagnols. Il épouse la fille du Sultan de Koukou, assassiné par la régence d'Alger. Évitant dans un premier temps d'affronter les troupes ottomanes mieux armées, il conclut une alliance temporaire, profitant de ce répit pour fortifier la Kalâa et étendre son influence jusqu'au Sahara. Il recrute des Andalous et des renégats chrétiens pour développer une industrie, notamment une fabrique d'armes à feu. Une fois son armée structurée, il repousse par deux fois les troupes ottomanes, puis continue à les harceler sans répit. Il meurt au cours d'une bataille face aux troupes du pacha d'Alger en 1559. | [ 1 ] |
| 4        |          | Sultan Ahmed Amokrane (-1596)                      | 1559              | 1600             | -            | Sultanat des Aït-Abbas                          | Amokrane. Sultan de la Kalâa.                                                                                        | Il succède à son frère Abdelaziz. Il fait de son titre d'Amokrane (« Chef ») le nom de la dynastie. Il poursuit la politique d'hostilité à la régence d'Alger. Son règne est prospère : il s'empare de Tolga, de Biskra et de la région des Ouled Naïl, de Bou Saâda à Djelfa. Il tombe aussi au combat en 1596. | [ 1 ] |
| 4        | -        | Sultan Ahmed Amokrane (-1596)                      |                   |                  | -            | Sultanat des Aït-Abbas                          | Amokrane. Sultan de la Kalâa.                                                                                        | Il succède à son frère Abdelaziz. Il fait de son titre d'Amokrane (« Chef ») le nom de la dynastie. Il poursuit la politique d'hostilité à la régence d'Alger. Son règne est prospère : il s'empare de Tolga, de Biskra et de la région des Ouled Naïl, de Bou Saâda à Djelfa. Il tombe aussi au combat en 1596. | [ 1 ] |
| 5        |          | Sultan Sidi Naceur El Mokrani (-1600)              | 1600              | 1600             | -            | Sultanat des Aït-Abbas                          | Amokrane. Sultan de la Kalâa.                                                                                        | Fils d'Ahmed Amokrane, il porte un grand intérêt à la religion et laisse péricliter les affaires de l’État. Provoquant le mécontentement des chefs militaires et des commerçants, il finit assassiné par ses sujets de la tribu des Aït Abbas. | [ 1 ] |
| 5        | -        | Sultan Sidi Naceur El Mokrani (-1600)              |                   |                  | -            | Sultanat des Aït-Abbas                          | Amokrane. Sultan de la Kalâa.                                                                                        | Fils d'Ahmed Amokrane, il porte un grand intérêt à la religion et laisse péricliter les affaires de l’État. Provoquant le mécontentement des chefs militaires et des commerçants, il finit assassiné par ses sujets de la tribu des Aït Abbas. | [ 1 ] |
| 6        |          | Cheikh Si Betka Mokrani (-1680)                    | 1600              | 1680             | -            | Sultan de la Medjana                            | Amokrane. Cheikh de la Médjana.                                                                                      | Premier Cheikh de la Medjana. Recueilli par le clan des Hachem après l'assassinat de son père Sidi Naceur, il est conduit à la Medjana où, à partir du borj, il établit sa capitale. Il organise un blocus de la tribu des Aït Abbas. Après leur soumission, il renonce à revenir dans la citadelle de la Kalâa des Beni Abbès et donc de facto au titre de Sultan de la Kalâa. Il est désigné comme « Cheikh de la Medjana » mais conserve le nom et titre d'Amokrane. Il participe à la bataille de Jijel (1664) contre la France. Il règne en maitre absolu sur son territoire. Il a probablement participé en 1638 aux soulèvements qui ont ébranlé l'autorité de la régence d'Alger dans le Constantinois. | [ 1 ] |
| 6        | -        | Cheikh Si Betka Mokrani (-1680)                    |                   |                  | -            | Sultan de la Medjana                            | Amokrane. Cheikh de la Médjana.                                                                                      | Premier Cheikh de la Medjana. Recueilli par le clan des Hachem après l'assassinat de son père Sidi Naceur, il est conduit à la Medjana où, à partir du borj, il établit sa capitale. Il organise un blocus de la tribu des Aït Abbas. Après leur soumission, il renonce à revenir dans la citadelle de la Kalâa des Beni Abbès et donc de facto au titre de Sultan de la Kalâa. Il est désigné comme « Cheikh de la Medjana » mais conserve le nom et titre d'Amokrane. Il participe à la bataille de Jijel (1664) contre la France. Il règne en maitre absolu sur son territoire. Il a probablement participé en 1638 aux soulèvements qui ont ébranlé l'autorité de la régence d'Alger dans le Constantinois. | [ 1 ] |
| 7        |          | Sultan Bouzid Mokrani (-1735)                      | 1680              | 1735             | -            | Sultanat des Aït-Abbas                          | Amokrane. Cheikh de la Médjana. Sultan de la « nation des Beni-Abbas ».                                              | Il fait strictement respecter le droit de passage (Ouadia) des Portes de Fer payé par la régence d'Alger, allant jusqu'à massacrer des colonnes de soldats ottomans allant de Constantine à Alger. Son influence s'étend du Hodna à la Kabylie et il réussit à maintenir les différentes factions de la famille Mokrani sous son autorité. | [ 1 ] |
| 7        | -        | Sultan Bouzid Mokrani (-1735)                      |                   |                  | -            | Sultanat des Aït-Abbas                          | Amokrane. Cheikh de la Médjana. Sultan de la « nation des Beni-Abbas ».                                              | Il fait strictement respecter le droit de passage (Ouadia) des Portes de Fer payé par la régence d'Alger, allant jusqu'à massacrer des colonnes de soldats ottomans allant de Constantine à Alger. Son influence s'étend du Hodna à la Kabylie et il réussit à maintenir les différentes factions de la famille Mokrani sous son autorité. | [ 1 ] |
| 8        |          | El Hadj Ben Bouzid Mokrani (-1783)                 | 1735              | 1783             | -            | Sultanat des Aït-Abbas                          | Amokrane. Cheikh de la Médjana. Sultan de la Kalâa.                                                                  | Fils cadet du Sultan Bouzid, il prend le pouvoir à la suite du renoncement de son frère ainé Abderrebou. Il n'arrive pas à accorder ses frères Bourenane et Abdesselem et leurs çof (groupe d'alliés) respectifs. Son cousin Aziz Ben Gendouz Mokrani fonde son propre parti avec l'appui de la régence d'Alger. Ces divisions ont pour conséquence plusieurs défaites militaires et politiques d'El Hadj Bouzid Mokrani face à la régence d'Alger. Il se replie sur la Kalâa des Beni Abbès pour assurer sa sécurité, laissant la Régence prendre pied dans les environs. Cependant, grâce à la médiation du moqaddem de Chadelya, il finit par se réconcilier avec ses frères, chasse les armées du bey de Constantine de la région et reprend le contrôle de la Medjana. Il envoie une lettre au Dey, lui réaffirmant son indépendance, que ce dernier reconnaitra implicitement, et l’exigence du paiement de l'Ouadiaqui sera acquittée jusqu'en 1830. | [ 1 ] |
| 8        | -        | El Hadj Ben Bouzid Mokrani (-1783)                 |                   |                  | -            | Sultanat des Aït-Abbas                          | Amokrane. Cheikh de la Médjana. Sultan de la Kalâa.                                                                  | Fils cadet du Sultan Bouzid, il prend le pouvoir à la suite du renoncement de son frère ainé Abderrebou. Il n'arrive pas à accorder ses frères Bourenane et Abdesselem et leurs çof (groupe d'alliés) respectifs. Son cousin Aziz Ben Gendouz Mokrani fonde son propre parti avec l'appui de la régence d'Alger. Ces divisions ont pour conséquence plusieurs défaites militaires et politiques d'El Hadj Bouzid Mokrani face à la régence d'Alger. Il se replie sur la Kalâa des Beni Abbès pour assurer sa sécurité, laissant la Régence prendre pied dans les environs. Cependant, grâce à la médiation du moqaddem de Chadelya, il finit par se réconcilier avec ses frères, chasse les armées du bey de Constantine de la région et reprend le contrôle de la Medjana. Il envoie une lettre au Dey, lui réaffirmant son indépendance, que ce dernier reconnaitra implicitement, et l’exigence du paiement de l'Ouadiaqui sera acquittée jusqu'en 1830. | [ 1 ] |
| 9        |          | Abdesselem Mokrani (-1784)                         | 1783              | 1784             | -            | Sultanat des Aït-Abbas                          | Amokrane. Cheikh de la Médjana. Sultan de la Kalâa.                                                                  | Il succède à son frère El Hadj Bouzid Mokrani, après avoir été son khalifa (représentant), en s'appuyant sur son çof. À partir de son règne, les divisions entre les factions de la famille vont affaiblir le Sultanat. | [ 1 ] |
| 9        | -        | Abdesselem Mokrani (-1784)                         |                   |                  | -            | Sultanat des Aït-Abbas                          | Amokrane. Cheikh de la Médjana. Sultan de la Kalâa.                                                                  | Il succède à son frère El Hadj Bouzid Mokrani, après avoir été son khalifa (représentant), en s'appuyant sur son çof. À partir de son règne, les divisions entre les factions de la famille vont affaiblir le Sultanat. | [ 1 ] |
| 10       |          | Bouzid Ben El Hadj Mokrani (-1800)                 | 1784              | 1800             | -            | Sultanat des Aït-Abbas                          | Amokrane. Cheikh de la Médjana. Sultan de la Kalâa.                                                                  | Fils d'El Hadj Bouzid Mokrani, il prend le pouvoir après la mort de son oncle. Son autorité est réduite par les luttes entre factions. La lutte entre les factions est exacerbée par le soutien que lui apporte la régence d'Alger. Le Bey de Constantine y trouve un moyen de contrôler la région, par le biais de personnalités et sans intervention directe. Il parvient même à faire reconnaitre son autorité nominale sur certaines factions. Cependant l'Ouadia, ainsi que le pouvoir administratif et judiciaire du Cheikh sur la Medjana, restent reconnus et effectifs. | [ 1 ] |
| 10       | -        | Bouzid Ben El Hadj Mokrani (-1800)                 |                   |                  | -            | Sultanat des Aït-Abbas                          | Amokrane. Cheikh de la Médjana. Sultan de la Kalâa.                                                                  | Fils d'El Hadj Bouzid Mokrani, il prend le pouvoir après la mort de son oncle. Son autorité est réduite par les luttes entre factions. La lutte entre les factions est exacerbée par le soutien que lui apporte la régence d'Alger. Le Bey de Constantine y trouve un moyen de contrôler la région, par le biais de personnalités et sans intervention directe. Il parvient même à faire reconnaitre son autorité nominale sur certaines factions. Cependant l'Ouadia, ainsi que le pouvoir administratif et judiciaire du Cheikh sur la Medjana, restent reconnus et effectifs. | [ 1 ] |
| 11       |          | Ben Abdallah Ben Bouzid Mokrani (-1830)            | 1800              | 1830             | -            | Sultanat des Aït-Abbas                          | Amokrane. Cheikh de la Médjana. Sultan de la Kalâa.                                                                  | La division entre les branches de la famille Mokrani continue sous son règne. En 1806, Abdallah Ben Bouzid Mokrani doit réprimer une révolte paysanne dirigée par le Cheikh Ben el Harche, qui ayant vaincu et tué le bey Othmane en 1803 se constitue un fief indépendant dans le Djebel Megriss au nord de Sétif. Son intervention sauve par la même occasion le beylik de Constantine de cette révolte. La montée en puissance de son cousin Ahmed Bey, puis sa nomination en 1826 à la tête du beylik font que les Mokrani peuvent intervenir dans les affaires du beylik par le jeu des intrigues familiales. Réciproquement certains chefs de çof, cherchant à tirer avantage de la position de leur cousin Ahmed Bey, se font tributaires ou alliés du bey, émiettant un peu plus l'autorité du Cheikh de la Medjana. En 1830, au moment de l'expédition d'Alger, il envoie des troupes en renfort à la régence d'Alger ; elles participent à la bataille de Staoueli, puis, après la chute d'Alger, Abdallah, avec son khalifa Abdesslam Mokrani, profite de la situation pour déclencher la guerre contre le bey de Constantine. | [ 1 ] |
| 11       | -        | Ben Abdallah Ben Bouzid Mokrani (-1830)            |                   |                  | -            | Sultanat des Aït-Abbas                          | Amokrane. Cheikh de la Médjana. Sultan de la Kalâa.                                                                  | La division entre les branches de la famille Mokrani continue sous son règne. En 1806, Abdallah Ben Bouzid Mokrani doit réprimer une révolte paysanne dirigée par le Cheikh Ben el Harche, qui ayant vaincu et tué le bey Othmane en 1803 se constitue un fief indépendant dans le Djebel Megriss au nord de Sétif. Son intervention sauve par la même occasion le beylik de Constantine de cette révolte. La montée en puissance de son cousin Ahmed Bey, puis sa nomination en 1826 à la tête du beylik font que les Mokrani peuvent intervenir dans les affaires du beylik par le jeu des intrigues familiales. Réciproquement certains chefs de çof, cherchant à tirer avantage de la position de leur cousin Ahmed Bey, se font tributaires ou alliés du bey, émiettant un peu plus l'autorité du Cheikh de la Medjana. En 1830, au moment de l'expédition d'Alger, il envoie des troupes en renfort à la régence d'Alger ; elles participent à la bataille de Staoueli, puis, après la chute d'Alger, Abdallah, avec son khalifa Abdesslam Mokrani, profite de la situation pour déclencher la guerre contre le bey de Constantine. | [ 1 ] |
| 12       |          | Abdesslam Mokrani (contesté) (-1847)               | 1830              | 1831             | -            | Sultanat des Aït-Abbas                          | Amokrane. Khalifa de la Médjana. Sultan de la Kalâa.                                                                 | C'est l'ancien khalifa de Ben Abdallah Ben Bouzid Mokrani dont il est un lointain cousin. Son avènement est contesté par Ahmed Mokrani, qui lui est fidèle au bey de Constantine. Défait par Ahmed Mokrani et repoussé vers le sud en 1831, il cherche à s'allier contre Ahmed Bey aux autorités françaises, puis avec la régence de Tunis. Capturé par le bey Ahmed, il est emprisonné, ce qui marque la fin de son premier règne. | [ 2 ] |
| 12       | -        | Abdesslam Mokrani (contesté) (-1847)               |                   |                  | -            | Sultanat des Aït-Abbas                          | Amokrane. Khalifa de la Médjana. Sultan de la Kalâa.                                                                 | C'est l'ancien khalifa de Ben Abdallah Ben Bouzid Mokrani dont il est un lointain cousin. Son avènement est contesté par Ahmed Mokrani, qui lui est fidèle au bey de Constantine. Défait par Ahmed Mokrani et repoussé vers le sud en 1831, il cherche à s'allier contre Ahmed Bey aux autorités françaises, puis avec la régence de Tunis. Capturé par le bey Ahmed, il est emprisonné, ce qui marque la fin de son premier règne. | [ 2 ] |
| 13       |          | Ahmed El Mokrani (contesté) (-1853)                | 1831              | 1838             | -            | Sultanat des Aït-Abbas                          | Amokrane. Cheikh de la Medjana. Sultan de la Kalâa.                                                                  | C'est le neveu de Ben Abdallah Ben Bouzid Mokrani. Pour contrer l'influence de son lointain cousin et rival Abdesslam Mokrani, il s'allie au bey de Constantine qui lui donne le titre de Cheikh de la Medjana après l'emprisonnement d'Abdesslam Mokrani. Il participe à la victoire d'Ahmed Bey lors du premier siège de Constantine (1836), mais la défaite au deuxième en 1837 permet à Abdesalam Mokrani de s'échapper, ce qui entraine sa perte d'influence dans la Medjana ; en revanche, il garde la Kalâa des Beni Abbès sous son contrôle. | [ 2 ] |
| 13       | -        | Ahmed El Mokrani (contesté) (-1853)                |                   |                  | -            | Sultanat des Aït-Abbas                          | Amokrane. Cheikh de la Medjana. Sultan de la Kalâa.                                                                  | C'est le neveu de Ben Abdallah Ben Bouzid Mokrani. Pour contrer l'influence de son lointain cousin et rival Abdesslam Mokrani, il s'allie au bey de Constantine qui lui donne le titre de Cheikh de la Medjana après l'emprisonnement d'Abdesslam Mokrani. Il participe à la victoire d'Ahmed Bey lors du premier siège de Constantine (1836), mais la défaite au deuxième en 1837 permet à Abdesalam Mokrani de s'échapper, ce qui entraine sa perte d'influence dans la Medjana ; en revanche, il garde la Kalâa des Beni Abbès sous son contrôle. | [ 2 ] |
| 12       |          | Abdesslam Mokrani (2e fois) (-1847)                | 1837              | 1841             | -            | Sultanat des Aït-Abbas Khalifalik de la Medjana | Amokrane. Cheikh de la Medjana. Khalifa de la Medjana pour le compte d'Abd El Kader.                                 | Profitant de son évasion lors du deuxième siège de Constantine (1837), il regagne la Medjana et y reprend le pouvoir avant qu'Ahmed Mokrani soit de retour de Constantine, mais ne peut prendre le contrôle la Kalâa des Beni Abbès. Il fait reconnaitre son autorité par l’émir Abd El Kader qui, désirant affirmer sa présence dans la région, le reconnait comme son khalifa de la Medjana. En 1841, il subit une défaite face aux armées d'Ahmed Mokrani, reconnu comme khalifa de cette région par les autorités françaises. | [ 2 ] |
| 12       | -        | Abdesslam Mokrani (2e fois) (-1847)                |                   |                  | -            | Sultanat des Aït-Abbas Khalifalik de la Medjana | Amokrane. Cheikh de la Medjana. Khalifa de la Medjana pour le compte d'Abd El Kader.                                 | Profitant de son évasion lors du deuxième siège de Constantine (1837), il regagne la Medjana et y reprend le pouvoir avant qu'Ahmed Mokrani soit de retour de Constantine, mais ne peut prendre le contrôle la Kalâa des Beni Abbès. Il fait reconnaitre son autorité par l’émir Abd El Kader qui, désirant affirmer sa présence dans la région, le reconnait comme son khalifa de la Medjana. En 1841, il subit une défaite face aux armées d'Ahmed Mokrani, reconnu comme khalifa de cette région par les autorités françaises. | [ 2 ] |
| 13       |          | Ahmed El Mokrani (2e fois) (-1853)                 | 1838              | 1853             | -            | Sultanat des Aït-Abbas Khalifalik de la Medjana | Amokrane. Khalifa de la Medjana pour le compte du gouverneur général de l'Algérie. Sultan de la Kalâa.               | Capturé en 1838 par Abdesslam Mokrani, il s'exile dans le Hodna. Il est reconnu comme khalifa de la Medjana (allié de la France), après avoir reconnu l'autorité française à Constantine. C'est lui qui, en octobre 1839, permet aux troupes françaises de passer les Portes de Fer, leur donnant l'autorisation de passage pour contrer l'influence d'Abdesslam, allié à l'émir Abd El Kader, ce qui entrainera la reprise des hostilités entre ce dernier et les Français. Il reconstitue son fief et triomphe d'Abdesslam Mokrani en 1841. Une ordonnance royale du 15 avril 1845 fait de son poste de khalifa, non plus un seigneur allié, mais un haut fonctionnaire français ; elle lui retire aussi son contrôle sur les tribus des Ouled-Naïls ; tout cela crée chez lui un certain ressentiment contre la France. Il est ensuite soupçonné de complicité avec le Cherif Boubaghla qui fédère contre la France les tribus kabyles encore insoumises, dont une partie des Aït Abbas, théoriquement sous le commandement d'Ahmed Mokrani. Il meurt à Paris en 1853 lors d'une invitation faite par Napoléon III .                   | [ 2 ] |
| 13       | -        | Ahmed El Mokrani (2e fois) (-1853)                 |                   |                  | -            | Sultanat des Aït-Abbas Khalifalik de la Medjana | Amokrane. Khalifa de la Medjana pour le compte du gouverneur général de l'Algérie. Sultan de la Kalâa.               | Capturé en 1838 par Abdesslam Mokrani, il s'exile dans le Hodna. Il est reconnu comme khalifa de la Medjana (allié de la France), après avoir reconnu l'autorité française à Constantine. C'est lui qui, en octobre 1839, permet aux troupes françaises de passer les Portes de Fer, leur donnant l'autorisation de passage pour contrer l'influence d'Abdesslam, allié à l'émir Abd El Kader, ce qui entrainera la reprise des hostilités entre ce dernier et les Français. Il reconstitue son fief et triomphe d'Abdesslam Mokrani en 1841. Une ordonnance royale du 15 avril 1845 fait de son poste de khalifa, non plus un seigneur allié, mais un haut fonctionnaire français ; elle lui retire aussi son contrôle sur les tribus des Ouled-Naïls ; tout cela crée chez lui un certain ressentiment contre la France. Il est ensuite soupçonné de complicité avec le Cherif Boubaghla qui fédère contre la France les tribus kabyles encore insoumises, dont une partie des Aït Abbas, théoriquement sous le commandement d'Ahmed Mokrani. Il meurt à Paris en 1853 lors d'une invitation faite par Napoléon III .                   | [ 2 ] |
| 14       |          | Mohand Mokrani (1815- 5 mai 1871)                  | 1853              | 1871             | -            | Sultanat des Aït-Abbas Khalifalik de la Medjana | Amokrane. Khalifa de la Medjana pour le compte du gouverneur général de l'Algérie puis Bachagha. Sultan de la Kalâa. | Fils d'Ahmed Mokrani. À ses débuts, il est considéré avec son frère Lakhdar Mokrani comme plus maniable[réf. nécessaire]. C'est d'ailleurs Lakhdar qui permettra l'arrestation de Boubaghla. Il est de plus en plus vassalisé par les autorités françaises, jusqu'à être rétrogradé au rang de bachagha, puis soumis à partir de 1870 à l'autorité civile implantée sur ses terres à Bordj Bou Arreridj et à Sétif. Refusant cette situation qu'il juge humiliante, il lance la révolte des Mokrani, avec Cheikh Aheddad en 1870. Il tombera au combat contre l'armée française en 1871. | [ 2 ] |
| 14       | -        | Mohand Mokrani (1815- 5 mai 1871)                  |                   |                  | -            | Sultanat des Aït-Abbas Khalifalik de la Medjana | Amokrane. Khalifa de la Medjana pour le compte du gouverneur général de l'Algérie puis Bachagha. Sultan de la Kalâa. | Fils d'Ahmed Mokrani. À ses débuts, il est considéré avec son frère Lakhdar Mokrani comme plus maniable[réf. nécessaire]. C'est d'ailleurs Lakhdar qui permettra l'arrestation de Boubaghla. Il est de plus en plus vassalisé par les autorités françaises, jusqu'à être rétrogradé au rang de bachagha, puis soumis à partir de 1870 à l'autorité civile implantée sur ses terres à Bordj Bou Arreridj et à Sétif. Refusant cette situation qu'il juge humiliante, il lance la révolte des Mokrani, avec Cheikh Aheddad en 1870. Il tombera au combat contre l'armée française en 1871. | [ 2 ] |
| 15       |          | Boumezrag El Mokrani (-1906)                       | 1871              | 1872             | -            | Sultanat des Aït-Abbas                          | Amokrane. Sultan de la Kalâa.                                                                                        | Après la mort de son frère Mohand, il poursuit la lutte dans le Sud ; sa smala est prise le 8 octobre 1871 dans les monts du Hodna ; lui-même est capturé près de Ouargla le 20 juin 1872. Il est condamné à mort le 27 mars 1873 par la Cour d'Assises de Constantine, mais sa peine est commuée en déportation à vie en Nouvelle-Calédonie. Il est gracié en 1878 pour sa participation à la répression d'une révolte des Canaques, sans pouvoir quitter la Nouvelle-Calédonie. Il ne rentre en Algérie que le 13 juillet 1905 et meurt un an après, en juillet 1906. | [ 2 ] |
| 15       |          |                                                    |                   |                  | -            | Sultanat des Aït-Abbas                          | Amokrane. Sultan de la Kalâa.                                                                                        | Après la mort de son frère Mohand, il poursuit la lutte dans le Sud ; sa smala est prise le 8 octobre 1871 dans les monts du Hodna ; lui-même est capturé près de Ouargla le 20 juin 1872. Il est condamné à mort le 27 mars 1873 par la Cour d'Assises de Constantine, mais sa peine est commuée en déportation à vie en Nouvelle-Calédonie. Il est gracié en 1878 pour sa participation à la répression d'une révolte des Canaques, sans pouvoir quitter la Nouvelle-Calédonie. Il ne rentre en Algérie que le 13 juillet 1905 et meurt un an après, en juillet 1906. | [ 2 ] |